# Zoo de Bristol
El Zoo de Bristol es actualmente uno de los principales zoológicos del Reino Unido y de toda Europa. Fundado en 1836, destaca por la enorme variedad de especies animales que habitan en sus instalaciones, así como la destacada labor de cría de especies en grave peligro de extinción. Es el zoológico provincial más antiguo del mundo.
En sus instalaciones se pueden encontrar gorilas y otros primates, cocodrilos, suricatas, diversos tipos de aves como un casuario o flamencos, focas, numerosas especies de anfibios y reptiles, tapires, capibaras, leones etc.